# Jan Heemskerk sr.
Johannes Jacobus Maria (Jan) Heemskerk sr. (Leidschendam, 23 februari 1937 – De Cocksdorp, 22 november 2021) was een Nederlands journalist, columnist en voormalig hoofdredacteur van Panorama en Playboy.

## Carrière
Heemskerk startte zijn journalistieke loopbaan bij dagbladen als Het Binnenhof, Nieuwe Dag en Tijd/Maasbode. Later maakte hij de switch naar tijdschriften en was hoofdredacteur van Panorama en Playboy. In 1990 begon Heemskerk met het schrijven van columns voor Golfers Magazine, het grootste golftijdschrift van Nederland en Vlaanderen. Na zijn pensioen in 1998 kwamen daar reisverhalen bij. In 2020 verscheen zijn bundel Reis om de wereld in 80 golfverhalen. Begin 2022, enkele maanden na zijn overlijden, verscheen de limerickbundel Golf in de hemel. Hij won de Golf Pers Prijs (1998) en de Ierland Persprijs (2004).

## Privéleven
Heemskerk woonde op Texel. Hij is de vader van journalist Jan Heemskerk.
Na een lang ziekbed overleed Heemskerk op 84-jarige leeftijd.